# Gnaeus Cornelius Scipio Hispallus
Gnaeus Cornelius Scipio Hispallus vom Zweig der Scipionen aus der Gens der Cornelier war ein römischer Politiker.
Gnaeus Cornelius Scipio Hispallus war Sohn von Gnaeus Cornelius Scipio Calvus. 199 v. Chr. wurde er Pontifex, 179 v. Chr. Prätor. Der Höhepunkt seiner Karriere war das Erreichen des Konsulats, das er 176 v. Chr. zusammen mit Quintus Petillius Spurinus bekleidete. Er starb im Jahr seines Konsulats, ihm folgte der Suffektkonsul Gaius Valerius Laevinus. Sein Sohn war Gnaeus Cornelius Scipio Hispanus.